# ESkootr Championship
ESkootr Championship é um campeonato de automobilismo elétrico para patinetes com design futurista de duas rodas, A série foi concebida em 2020 em Londres, Reino Unido pelo ex-campeão da Fórmula E Lucas di Grassi, o ex-piloto austríaco da Fórmula 1 e empresário do automobilismo Alexander Wurz, o empresário libanês do automobilismo Khalil Beschir e Hrag Sarkissian, que é o CEO da eSC. A corrida inaugural do campeonato será realizada em 2022.

## Equipes

### Carlin
Em janeiro de 2021, a Carlin Motorsport se tornou a primeira equipe a anunciar sua participação no evento. Este é o primeiro envolvimento da equipe em uma série de duas rodas.

### Helbiz
Helbiz, fabricante intraurbano ítalo-americano de patinetes participará do evento.

### Nico Roche
A Nico Roche Racing dirigida pelo ciclista francês Nicolas Roche, participará também da categoria, apesar de que ambas categorias são similares.

## E-Scooter
O patinete elétrico eSkootr S1-X atinge uma velocidade máxima de 62 mph (100 km/h) e é movida por um par de motores de 6.000W. Ele foi desenvolvido pela empresa YCOM, e a Williams Advanced Engineering.

## Calendário
A primeira corrida será no Reino Unido, na cidade de Londres, pelo fato dos projetos serem iniciados lá. Todas as corridas citadas no parágrafo apenas serão em 2022, não há boatos se haverá corridas em 2023.
- 13 e 14 de maio - Londres, Reino Unido
- 27 e 28 de maio - Sion, Suíça
- 17 e 18 de junho - França
- 15 e 16 de julho - Itália
- 16 e 17 de setembro - Espanha
- PA de outubro - Estados Unidos